# Prawo o notariacie (II RP)
Prawo o notariacie (II RP) – regulacja prawna ustanawiająca ustrój notarialny, czyniąca z notariuszy funkcjonariuszy,  mających wpływ na  kształtowanie stosunków prawno-majątkowych państwa.

## Ustanowienie prawa o notariacie
Na podstawie rozporządzenia Prezydenta RP z 1933 r. - Prawo o notariacie ustanowiono prawo, które powstało w miejsce zniesionego dekretu Rady Regencyjnej w przedmiocie przepisów tymczasowych o notariacie. Rozporządzeniem Ministra Sprawiedliwości z 1933 r. ustalono liczbę stanowisk notariuszów i ich siedzib urzędowych.
Wykonanie rozporządzenia poruczono Ministrowi Sprawiedliwości w porozumieniu z Ministrem Skarbu.

## Notariusz
Notariusz był funkcjonariuszem publicznym, powołanym do sporządzania aktów i dokumentów, którym strony zobowiązane były nadawać znamię wiary publicznej oraz do spełniania innych czynności, zleconych mu przez prawo.  Notariusz pełnił swoje czynności w okręgu sądu okręgowego, w którym miał siedzibę, bez względu na miejsce zamieszkania osób i położenie miejscowości, których dana czynność dotyczy.

## Stanowisko notariusza
Notariuszów mianował Minister Sprawiedliwości.
Na stanowisko notariusza mianowano tego, kto:
- posiadał obywatelstwo polskie i korzystał w pełni z praw cywilnych i obywatelskich;
- był nieskazitelnego charakteru;
- miał ukończonych trzydzieści lat;
- władał językiem polskim w słowie i piśmie;
- ukończył uniwersyteckie studia prawnicze z określonymi w Polsce egzaminami;
- odbył aplikację notarialną;
- złożył egzamin notarialny.

## Zwalnianie notariusza
Minister Sprawiedliwości zwalniał notariusza ze stanowiska:
- na własne żądanie;
- gdy z powodu ułomności cielesnej albo z powodu upadku sił fizycznych lub umysłowych stał się trwale niezdolny do służby;
- w razie utraty z mocy wyroku sądowego praw cywilnych lub obywatelskich, albo ograniczenia w korzystaniu z tych praw;
- wskutek wyroku dyscyplinarnego.

## Obowiązki notariusza
Notariusz  pełnił swoje obowiązki zgodnie z prawem i sumieniem oraz strzegł powagi i godności swego stanowiska. Notariusz był zobowiązany zachować w tajemnicy okoliczności, o których powziął wiadomość ze względu na swoje stanowisko.
Notariuszowi nie wolno było - obok piastowanego stanowiska - zajmować żadnego urzędu państwowego, z wyjątkiem stanowisk: profesora, docenta lub lektora w szkołach akademickich, jeżeli zajmowanie takiego stanowiska nie przeszkadza w pełnieniu obowiązków urzędowych. Notariusz  wybrany na posła do Sejmu RP Rzeczypospolitej lub członka Senatu RP, otrzymywał od prezesa sądu apelacyjnego urlop na czas trwania mandatu oraz upoważnienie dla jednego z asesorów notarialnych okręgu sądu apelacyjnego do zastępowania go w tym czasie. Notariuszowi nie wolno było oddawać się zajęciom ubocznym, które by przeszkadzały w pełnieniu jego obowiązków urzędowych albo nie licowały z powagą lub godnością jego stanowiska. Nie wolno mu było w szczególności zajmować się handlem, przemysłem i pośredniczyć w interesach.

## Izba notarialna
W siedzibie każdego sądu apelacyjnego istniała izba notarialna, której terytorialny zakres działania obejmował okrąg sądu apelacyjnego. Każda izba notarialna miała osobowość prawną.
Organami izby były:
- walne zgromadzenie notariuszów;
- rada notarialna.

Do zakresu działania walnego zgromadzenia należały następujące sprawy:
- wybór członków rady notarialnej;
- zatwierdzenie sprawozdania rocznego i zamknięcia rachunkowego, przedstawionego przez radę notarialną;
- uchwalanie budżetu i wysokości składki rocznej na potrzeby izby;
- tworzenie funduszu zapomogowego oraz ubezpieczenia przymusowego na wypadek śmierci lub niezdolności do pracy członków izby;
- załatwianie innych spraw ogólnych z zakresu działania notariatu, które przedstawiła zgromadzeniu rada notarialna;
- załatwianie wniosków członków izby w sprawach ogólnych z zakresu działania notariatu, zgłoszonych co najmniej przez dziesięciu członków do rady notarialnej, najpóźniej na 14 dni przed terminem zgromadzenia.

## Rada notarialna
Rada notarialna działała w siedzibie izby i składała się:
- z 9 członków w izbach liczących do 100 notariuszy,
- z 11 członków w izbach liczących ponad 100 do 200 notariuszy;
- z 13 członków w izbach liczących ponad 200 notariuszy.

## Zakres działania rady
Do zakresu działania rady notarialnej należały następujące sprawy:
- czuwanie nad należytym wykonywaniem przez notariuszy, asesorów i aplikantów notarialnych ich obowiązków oraz nad przestrzeganiem przez nich powagi i godności stanowiska notarialnego;
- udział w sądownictwie dyscyplinarnym;
- ustalanie na żądanie stron i notariusza wysokości należnego według przepisów wynagrodzenia za daną czynność;
- kierowanie wykształceniem zawodowym aplikantów notarialnych;
- rozjemstwo polubowne pomiędzy notariuszami, asesorami i aplikantami notarialnymi na tle wykonywania obowiązków urzędowych, jeżeli nie był naruszony interes publiczny;
- wyznaczanie stronie, która stwierdziła swą niezamożność, notariusza do załatwienia określonej czynności bez pobrania wynagrodzenia lub z obniżeniem jego wysokości;
- administracja izby i zarząd jej majątkiem;
- zwoływanie zgromadzeń izby i wykonywanie uchwał walnego zgromadzenia;
- prowadzenie listy notariuszów, asesorów i aplikantów notarialnych;
- uchwalanie regulaminu wewnętrznego urzędowania rady;
- wykonywanie innych czynności prawem przepisanych.

## Nadzór nad notariatem
Prawo nadzoru nad działalnością notariuszy danego okręgu sądowego podlegało prezesowi sądu okręgowego. To samo prawo służyło ponadto prezesowi sądu apelacyjnego w stosunku do notariuszy okręgu sądu apelacyjnego. Nadzór ten wykonywali prezesi osobiście lub przez delegowanych sędziów.
Rada notarialna wykonywała nadzór nad notariuszami okręgu izby bądź przez swych członków, bądź też przez wyznaczonych w tym celu notariuszy, nie będących członkami rady. Nadzór rady wykonywany odbywał się  periodycznie w ten sposób, aby w ciągu 3 lat wszystkie kancelarie notarialne w okręgu izby podległy co najmniej raz gruntownej rewizji. Ponadto rada   zarządzała rewizje nadzwyczajne.

## Odpowiedzialność dyscyplinarna
Za przewinienia służbowe i uchybienia powadze lub godności stanowiska notariusze podlegali karze dyscyplinarnej.
Kary dyscyplinarne były następujące:
- upomnienie;
- nagana;
- grzywna do 10.000 złotych;
- pozbawienie stanowiska notariusza.

Do orzekania w sprawach dyscyplinarnych powołane były następujące sądy:
- sąd dyscyplinarny izby notarialnej, orzekający w pierwszej instancji w składzie dwóch notariuszy, delegowanych przez radę notarialną ze swego grona oraz jednego sędziego okręgowego, wyznaczonego przez kolegium administracyjne sądu okręgowego, położonego w siedzibie izby;
- sąd dyscyplinarny odwoławczy izby notarialnej, orzekający w drugiej instancji w składzie dwóch sędziów apelacyjnych, wyznaczonych przez kolegium administracyjne sądu apelacyjnego oraz jednego notariusza, delegowanego przez radę notarialną ze swego grona.

## Aplikanci i asesorzy notarialni
Aplikantem notarialnym był ten, kto odpowiadał ustawowym warunkom oraz przedstawił zaświadczenie notariusza (patrona) o gotowości przyjęcia go na aplikację. O zaliczeniu w poczet aplikantów notarialnych rozstrzygała rada notarialna. Przed rozstrzygnięciem rada uzyskała zgodę prezesa sądu apelacyjnego. Aplikacja notarialna polega na zaznajomieniu się ze wszystkimi działami czynności notariusza i trwała 5 lat. Aplikant zobowiązany był pracować w kancelarii patrona i pod jego kierownictwem bezpośrednim oraz uczestniczyć w pracach organizowanych przez radę notarialną celem zawodowego kształcenia aplikantów.

## Czynności notarialne
Notariusz wykonywał czynności zlecone mu prawem, a w szczególności: sporządzał akty notarialne, wydawał wypisy i odpisy, sporządzał poświadczenia, doręczał oświadczenia stron, spisywał protokoły, testował weksle, czeki i inne dokumenty, przyjmował na przechowanie dokumenty, pieniądze lub papiery wartościowe.
Nie wolno było notariuszowi dokonywać czynności sprzeciwiających się prawu, porządkowi publicznemu lub dobrym obyczajom.

## Akt notarialny
Notariusz spisywał akt notarialny, jeżeli strony nadawały czynnościom znamię dokumentu publicznego.
Akt notarialny zawierał:
- dzień, miesiąc i rok sporządzenia aktu, a w razie potrzeby lub na żądanie strony - godzinę i minutę rozpoczęcia i podpisania aktu;
- miejsce sporządzenia aktu;
- imię, nazwisko i miejsce urzędowania notariusza, jeżeli zaś akt sporządził zastępca, nadto imię i nazwisko zastępcy;
- imię, nazwisko i miejsce zamieszkania stron stawających oraz osób przywołanych do aktu;
- oświadczenia stron z powołaniem się w razie potrzeby na dołączone do aktu dokumenty;
- stwierdzenie na żądanie stron faktów, które zaszły przy spisywaniu aktu;
- stwierdzenie, że akt został odczytany, przyjęty i podpisany;
- podpisy stron stawających oraz osób przywołanych do aktu;
- podpis notariusza.

## Księgi notariusza
Notariusz prowadził:
- repertorium (wykaz akt lub spraw),
- księgę protestów,
- skorowidz alfabetyczny,
- księgę depozytów,
- księgę przychodów i rozchodów.